# 伊斯兰遗产公园
伊斯兰遗产公园是马来西亚登嘉楼瓜拉登嘉楼的一座迷你模型公園。伊斯兰遗产公园位于弯曼岛上。

## 历史
2008年2月2日，伊斯兰遗产公园正式对外开放。

## 著名景点
- 水晶清真寺

### 其他清真寺复制品
- 沙特阿拉伯麦地那省先知寺
- 沙特阿拉伯麦加禁寺
- 巴勒斯坦耶路撒冷圆顶清真寺
- 俄罗斯鞑靼斯坦共和国喀山库尔沙里夫清真寺
- 马来西亚吉隆坡国家回教堂
- 印度尼西亚库杜斯梅纳拉库杜斯清真寺
- 中华人民共和国陕西省西安大清真寺
- 伊拉克萨迈拉萨迈拉大清真寺
- 泰国帕塔尼省帕塔尼清真寺
- 西班牙格拉纳达哈姆布拉清真寺
- 叙利亚阿勒颇阿勒颇城堡
- 新加坡苏丹回教堂
- 巴基斯坦旁遮普省巴德夏希清真寺
- 思浪中国大花园
- 乌兹别克斯坦布哈拉卡里安宣礼塔
- 伊朗伊斯法罕希克斯罗图福拉清真寺

### 其他
- 印度泰姬陵

## 画廊

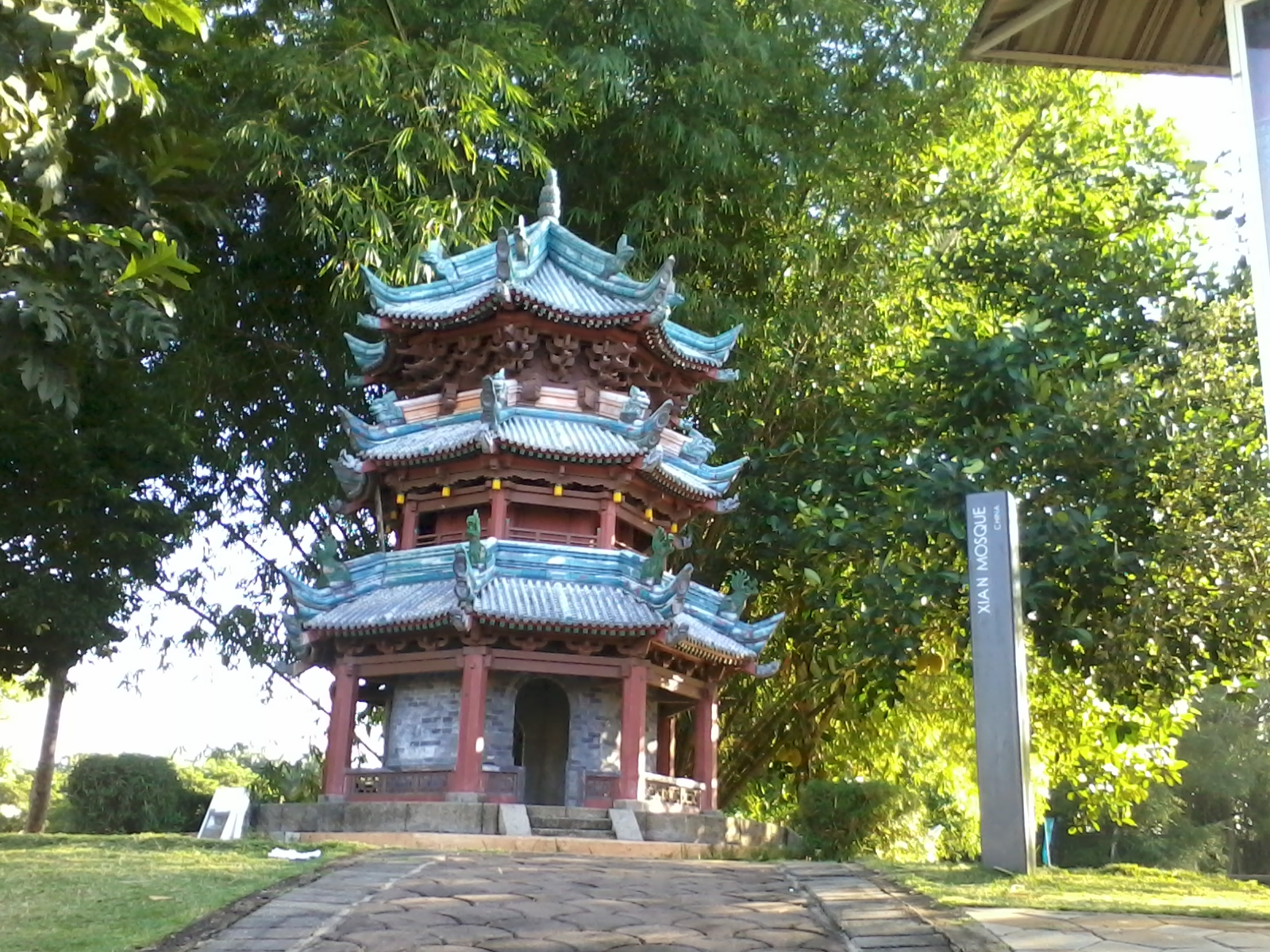
西安大清真寺。
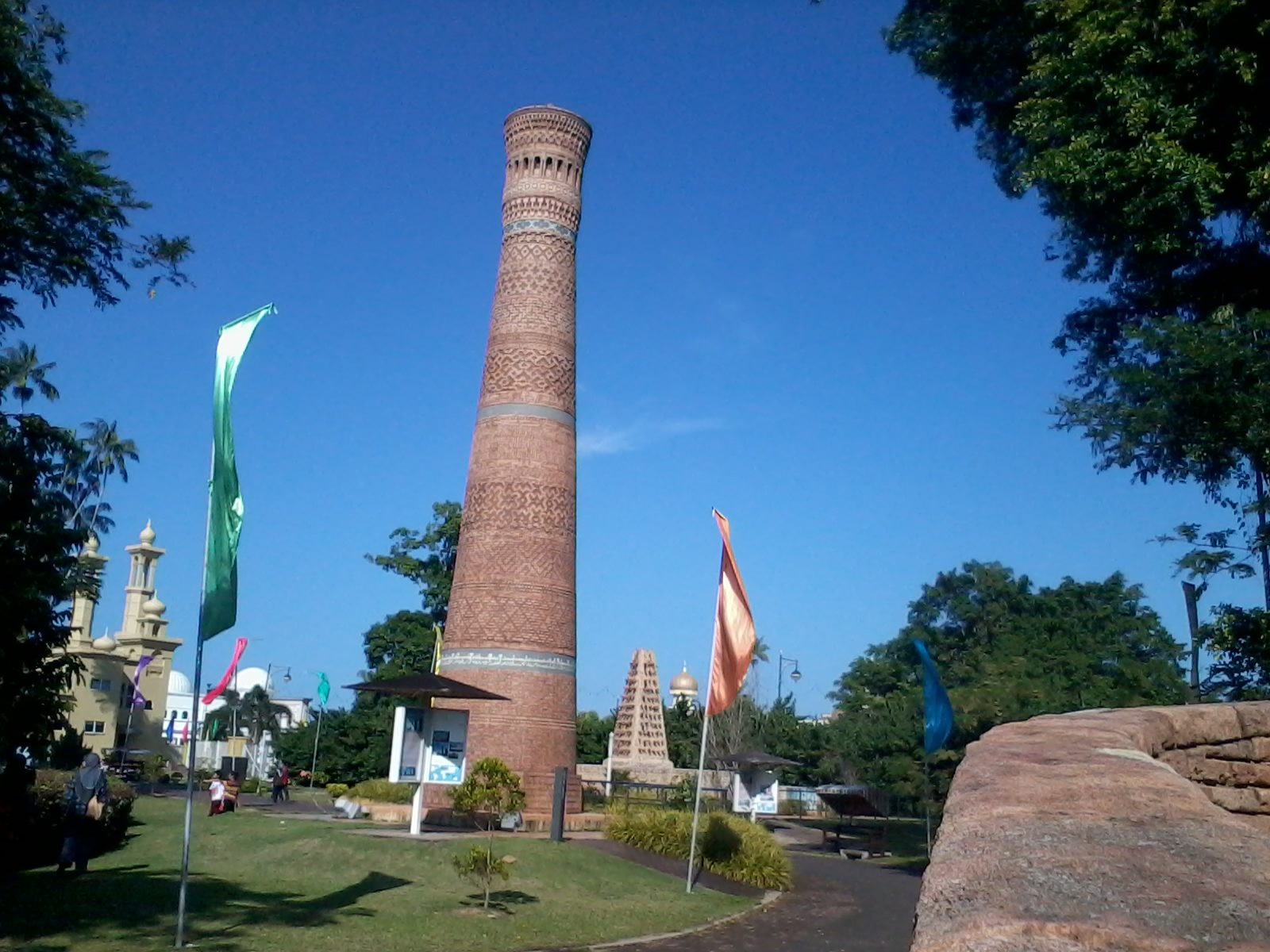
卡尔扬宣礼塔。
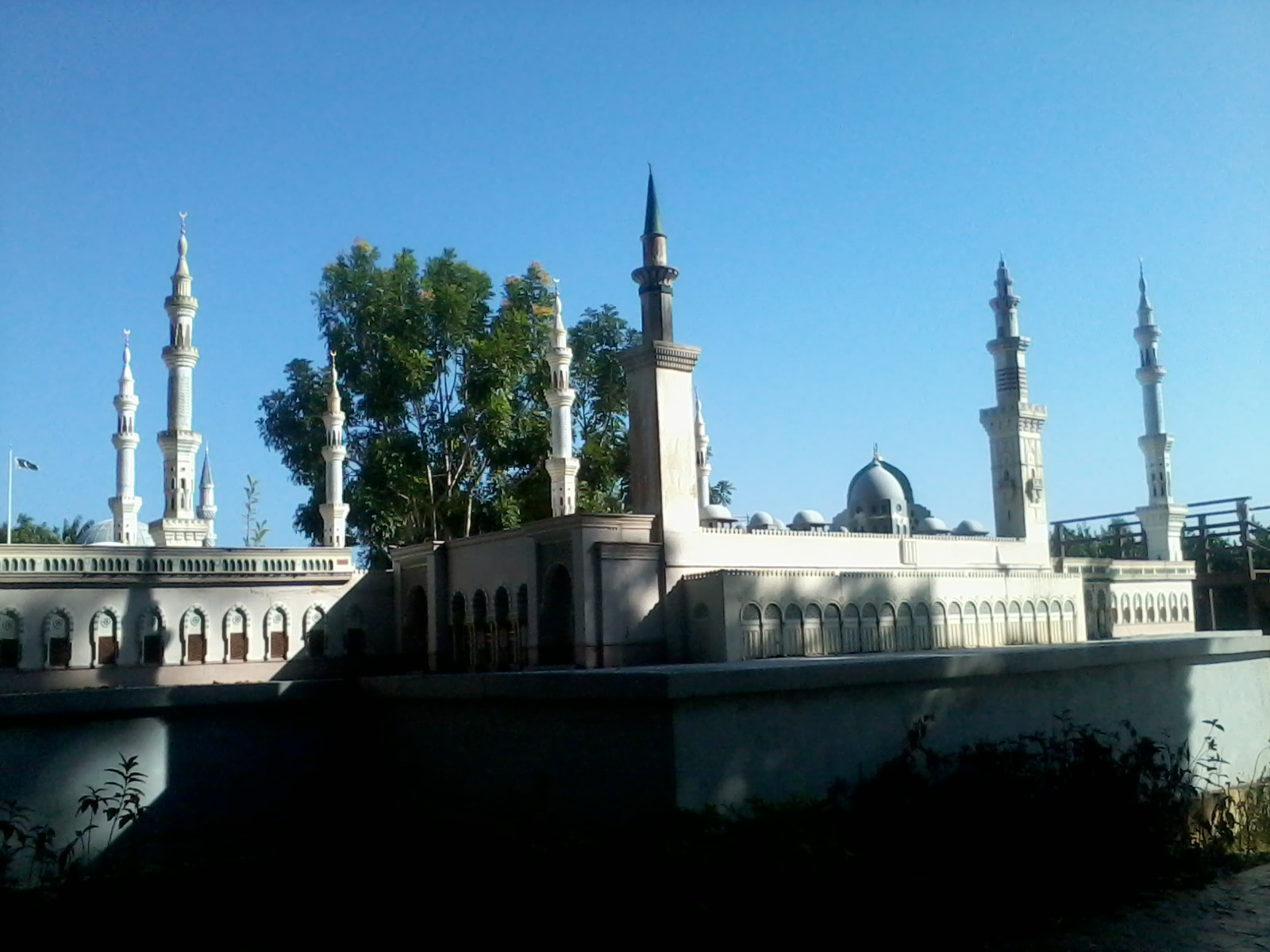
先知寺。
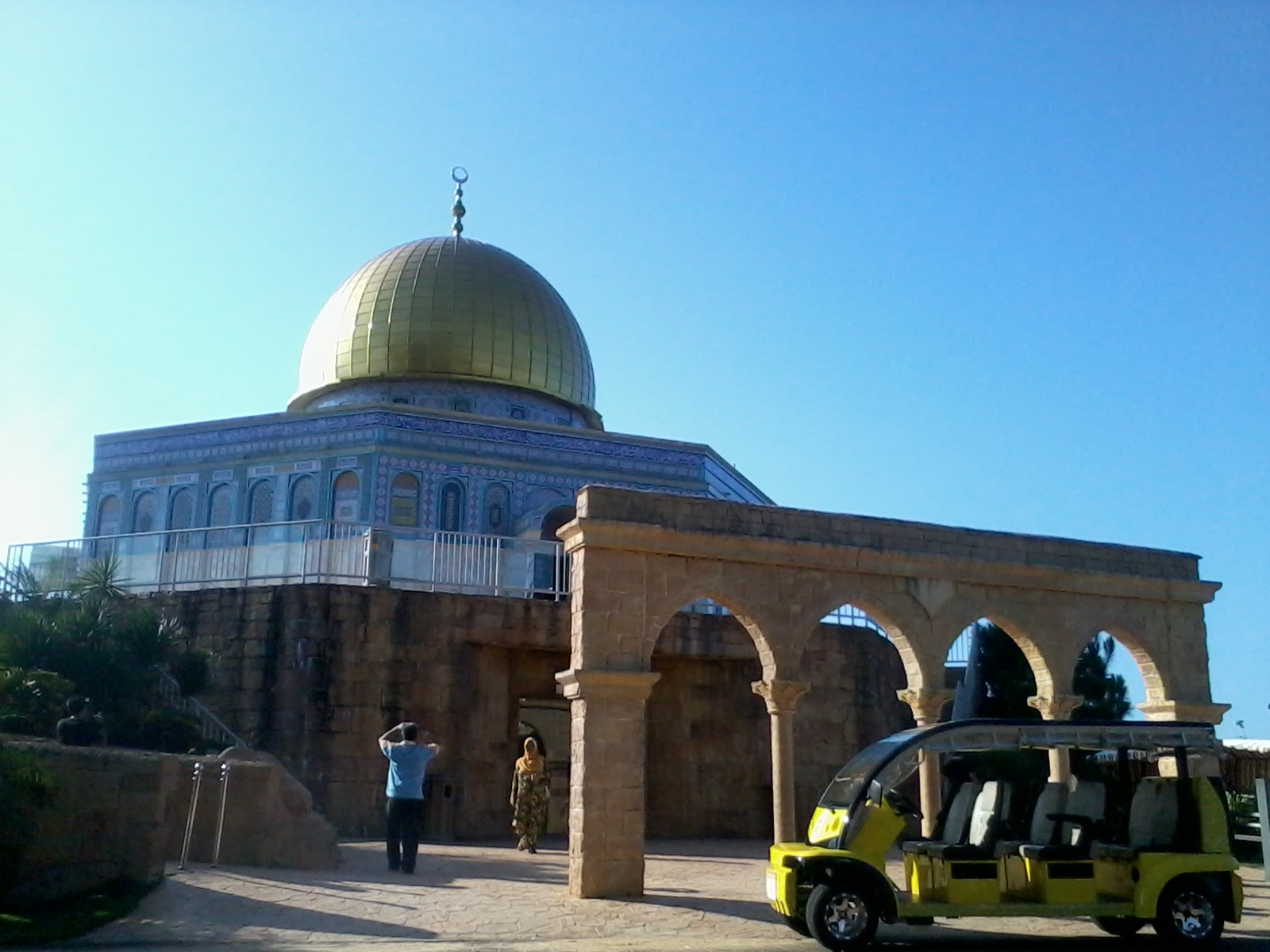
圆顶清真寺。
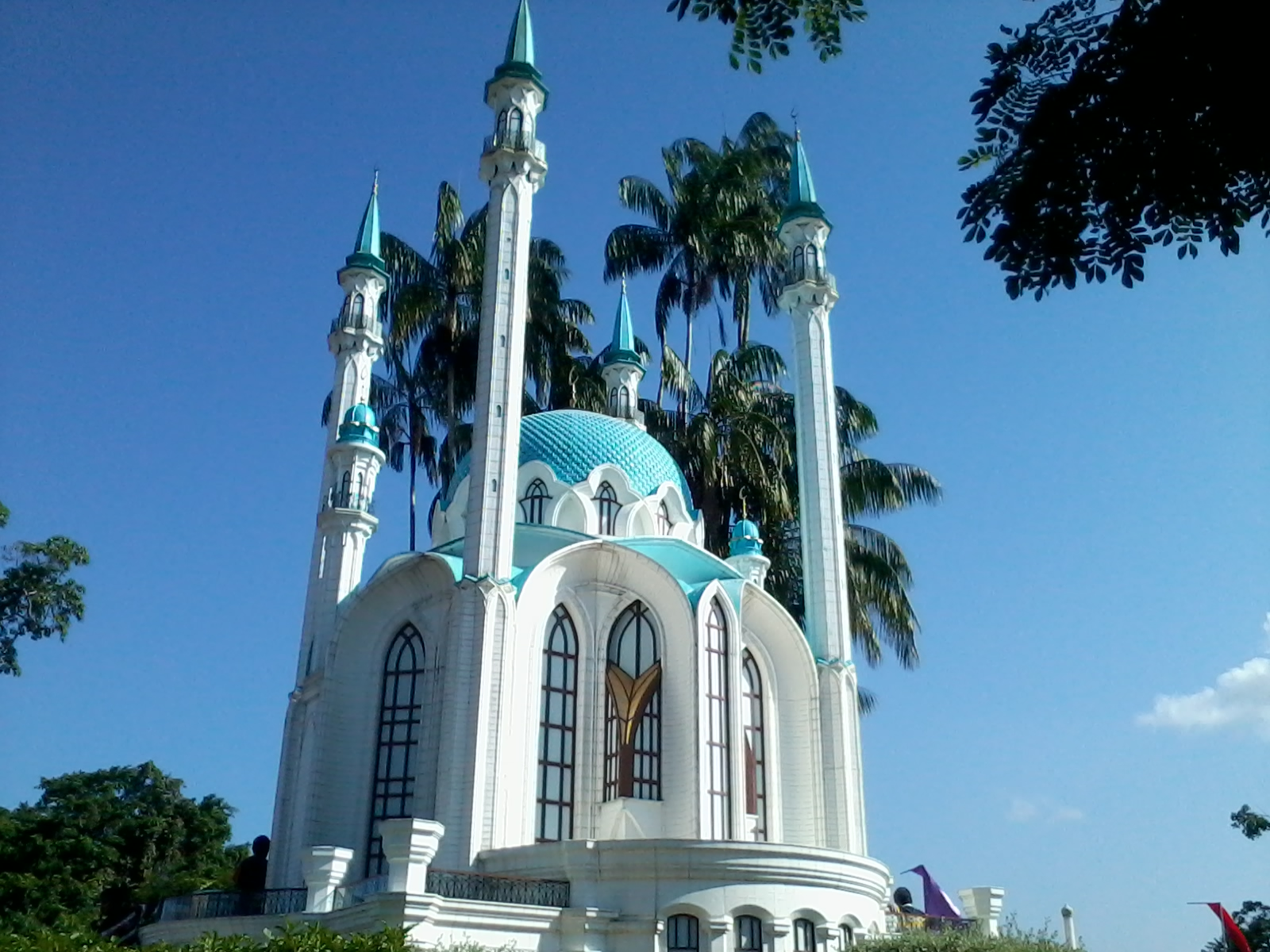
库尔沙里夫清真寺。
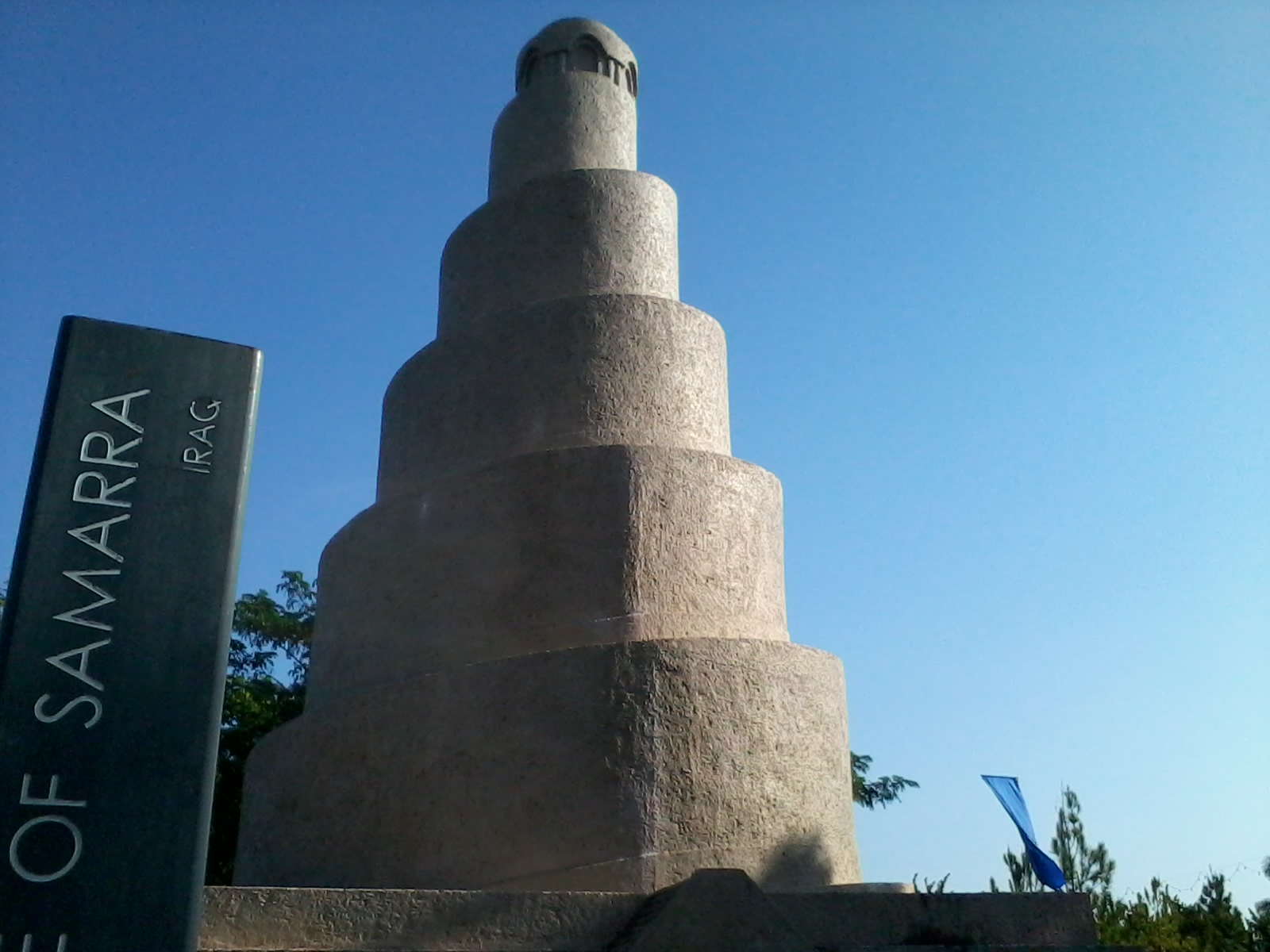
萨迈拉大清真寺。
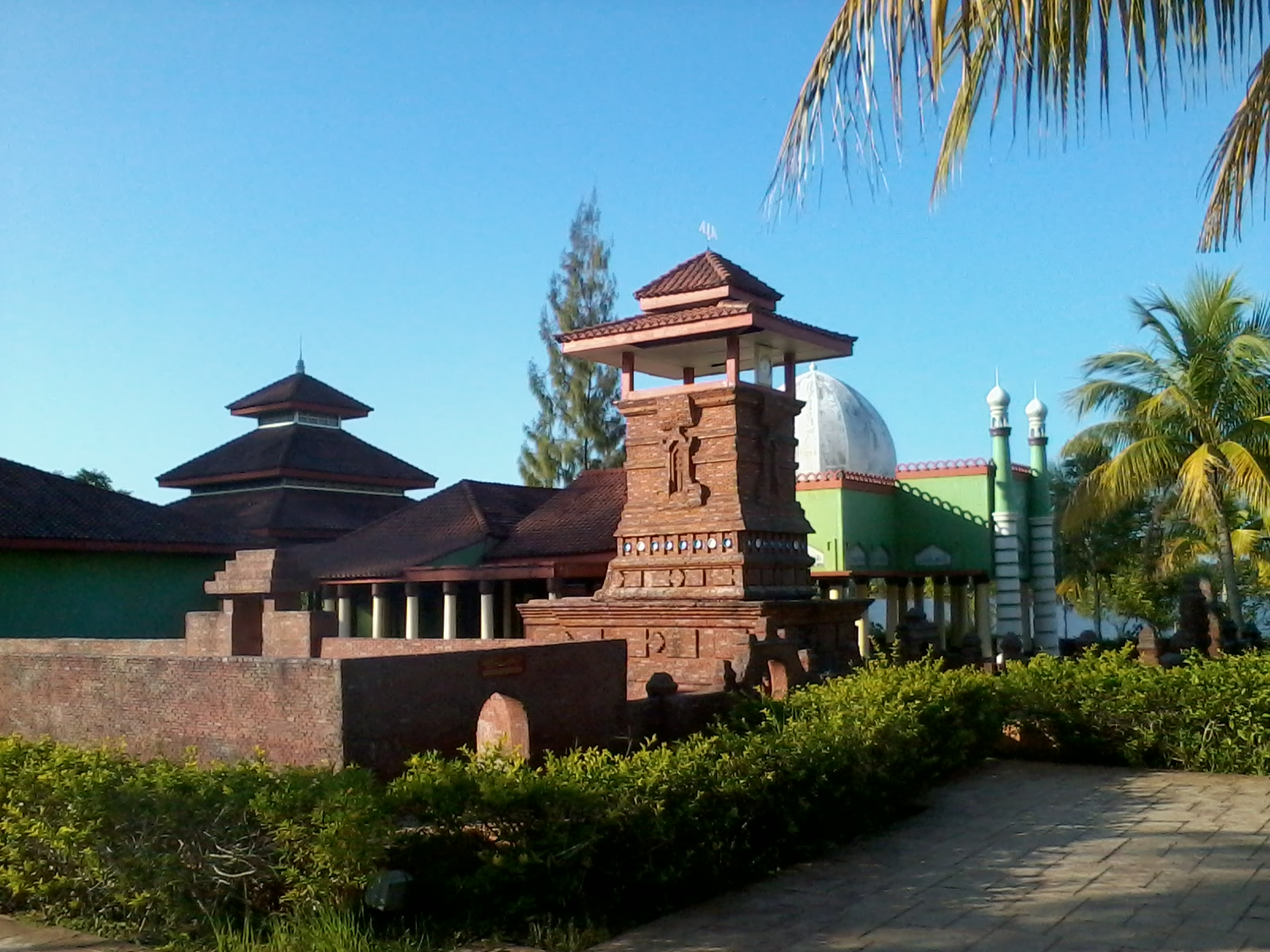
梅纳拉库杜斯清真寺。
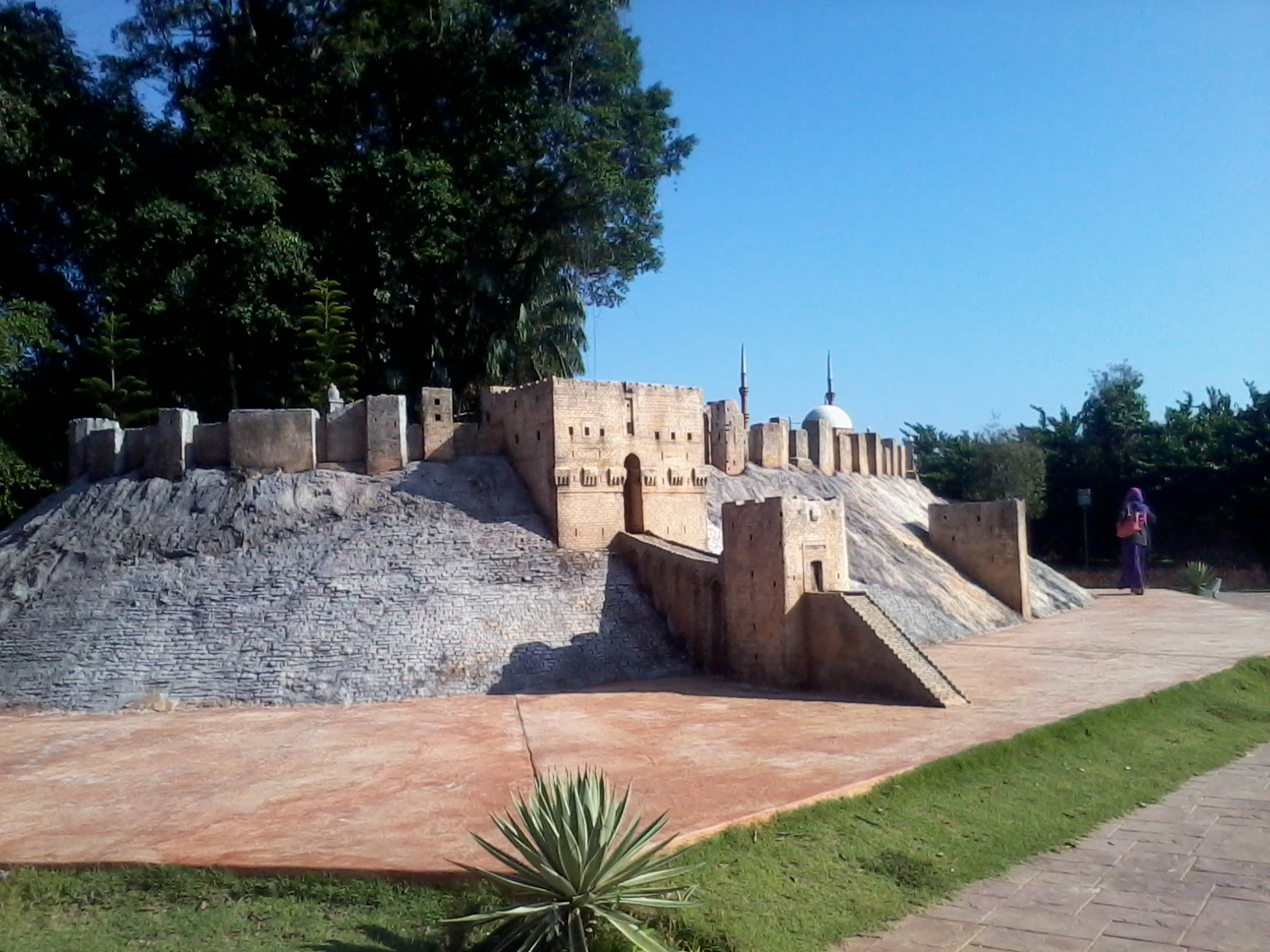
阿勒颇城堡。
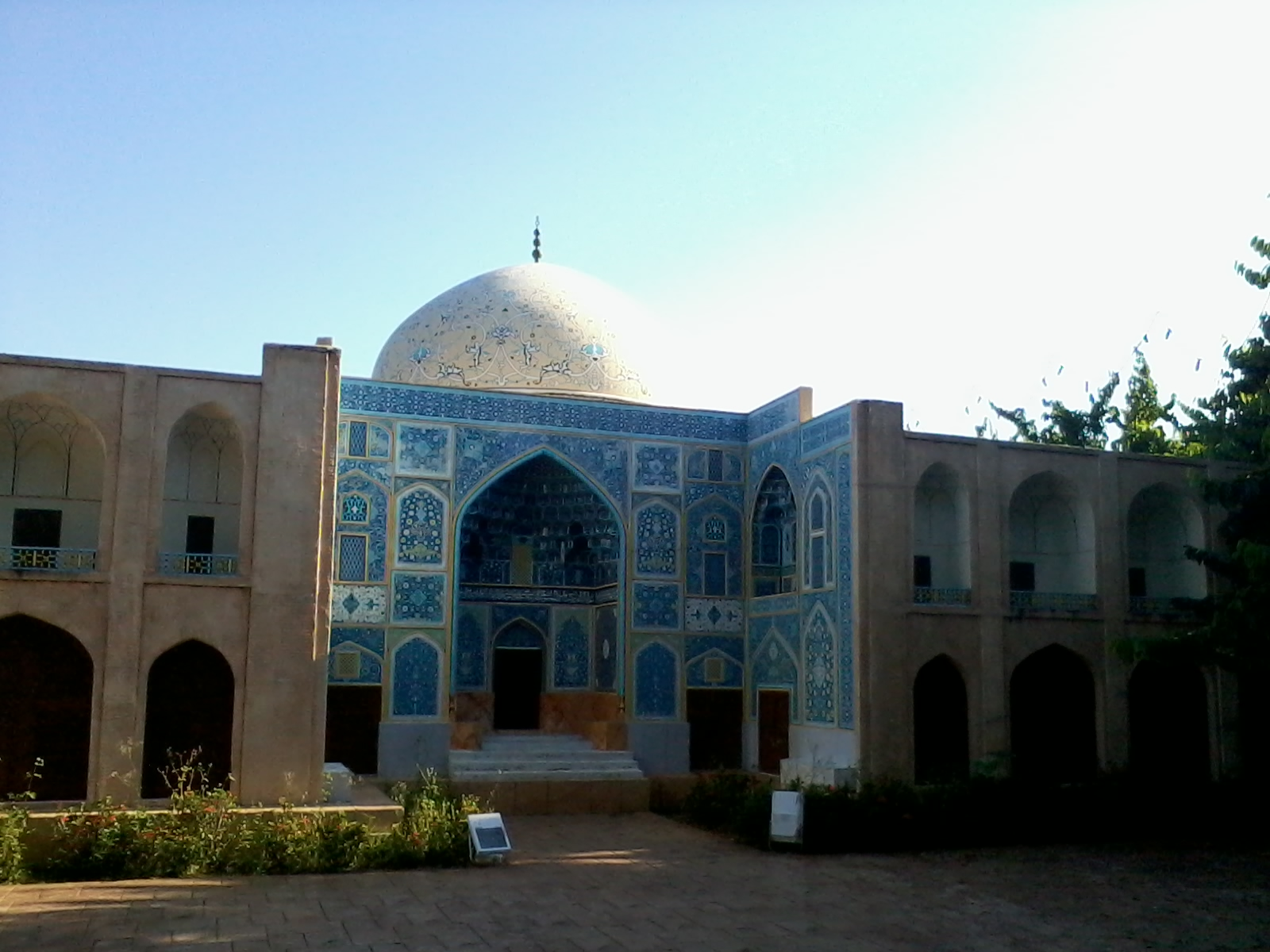
希克斯罗图福拉清真寺。